# Церква святого великомученика Димитрія (Чагарі)
Церква святого великомученика Димитрія в Чагарях — парафія і храм греко-католицької громади Копичинецького деканату Української греко-католицької церкви в селі Чагарі Чортківського району Тернопільської области.

## Історія церкви
Парафію було засновано у 1991 році.
Будівництво храму тривало з 1991 по 1994 рік. Архітектором був пан Кулик. Головними жертводавцями виступили керівництво ПСАФ «Нічлава» та Михайло Мацієвський.
Різьблення іконостасу виконав Михайло Дирбавка, а розпис — Василь Навізівський. Розпис храму також здійснив Михайло Дирбавка.
25 січня 2009 року новозбудований та розписаний храм освятив Апостольський адміністратор Бучацької єпархії УГКЦ о. Димитрій Григорак, ЧСВВ.
При парафії діють:
- Свічкове братство
- Братство «Апостольство молитви»
- Марійська дружина
- Вівтарна дружина

## Парохи
- о. Ігор Морхун (з 24 червня 1991[2]).